# Viuz-la-Chiésaz
Viuz-la-Chiésaz település Franciaországban, Haute-Savoie megyében. Lakosainak száma 1302 fő (2022. január 1.). Viuz-la-Chiésaz Alby-sur-Chéran, Chapeiry, Gruffy, Leschaux, Mûres, Quintal, Saint-Eustache, Saint-Jorioz és Annecy községekkel határos.

## Népesség
A település népessége az elmúlt években az alábbi módon változott:
| Lakosok száma | 1312 | 1342 | 1373 | 1324 | 1315 | 1307 | 1299 | 1304 | 1302 |
|               | 2013 | 2015 | 2016 | 2017 | 2018 | 2019 | 2020 | 2021 | 2022 |